# Loch Slapin

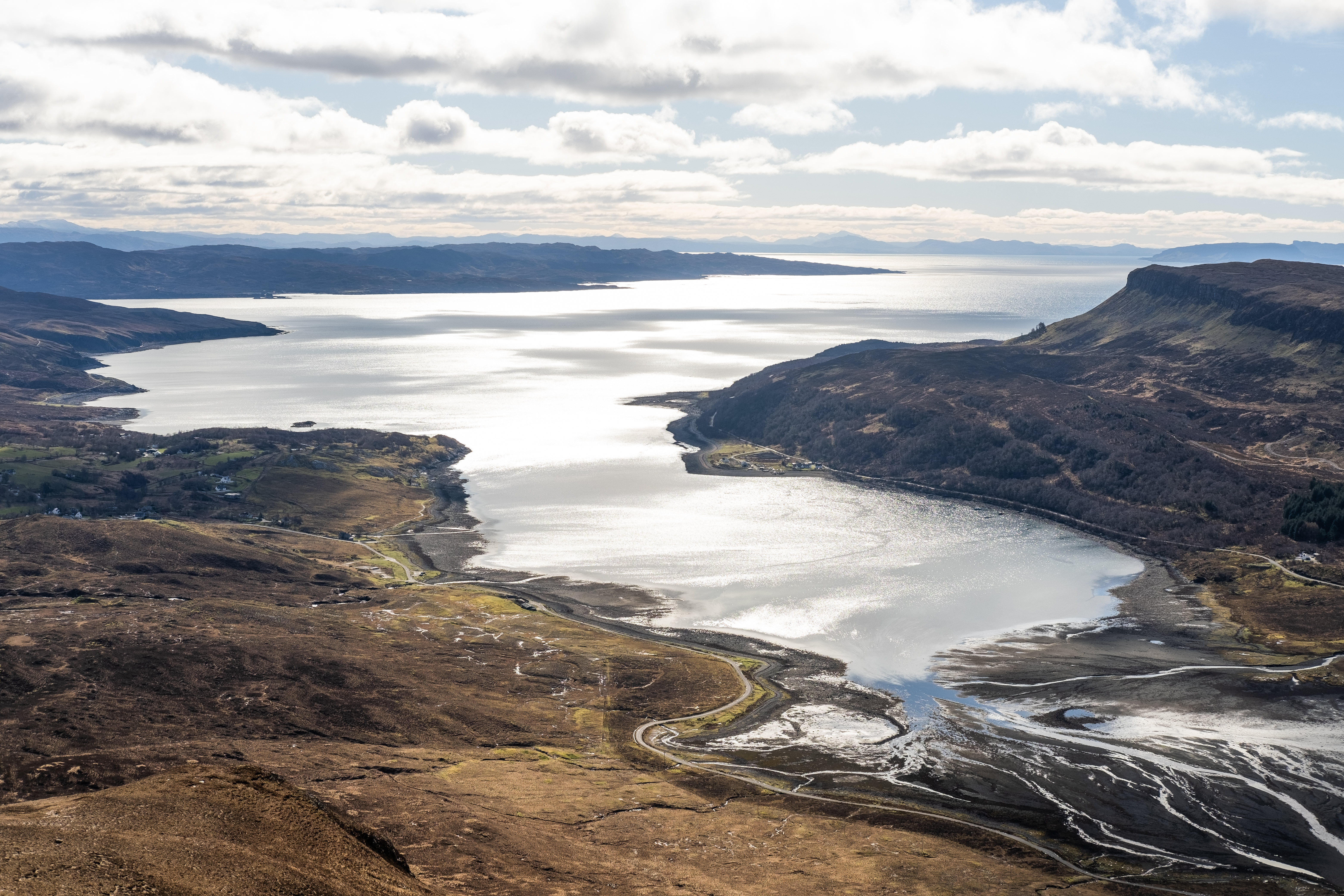
Loch Slapin

Loch Slapin is een meer in het zuidelijk gedeelte van het Schotse eiland Skye. Het meer is bereikbaar via de B8083 die Broadford met Elgol verbindt. Torrin ligt op de oostelijke oever.
Vanaf Loch Slapin heeft men uitzicht op een aantal rode heuvels uit graniet. Deze heuvels zijn de restanten van een landschap dat vlak na de vulkanische activiteit veel hoger was (ongeveer 1200 m) dan het huidige landschap. Ze moeten gezien worden als de versteende magmakamers van vulkanen waarvan de grootste gedeelten door erosie is verdwenen. Onder meer de Beinn na Cro, aan het noordelijk einde van het meer, is hier een voorbeeld van.
De Blaven, goed zichtbaar vanaf Torrin, is dan weer een uitloper van wat men de zwarte Cuillin noemt. Hij bestaat voor het grootste deel uit gabbro.

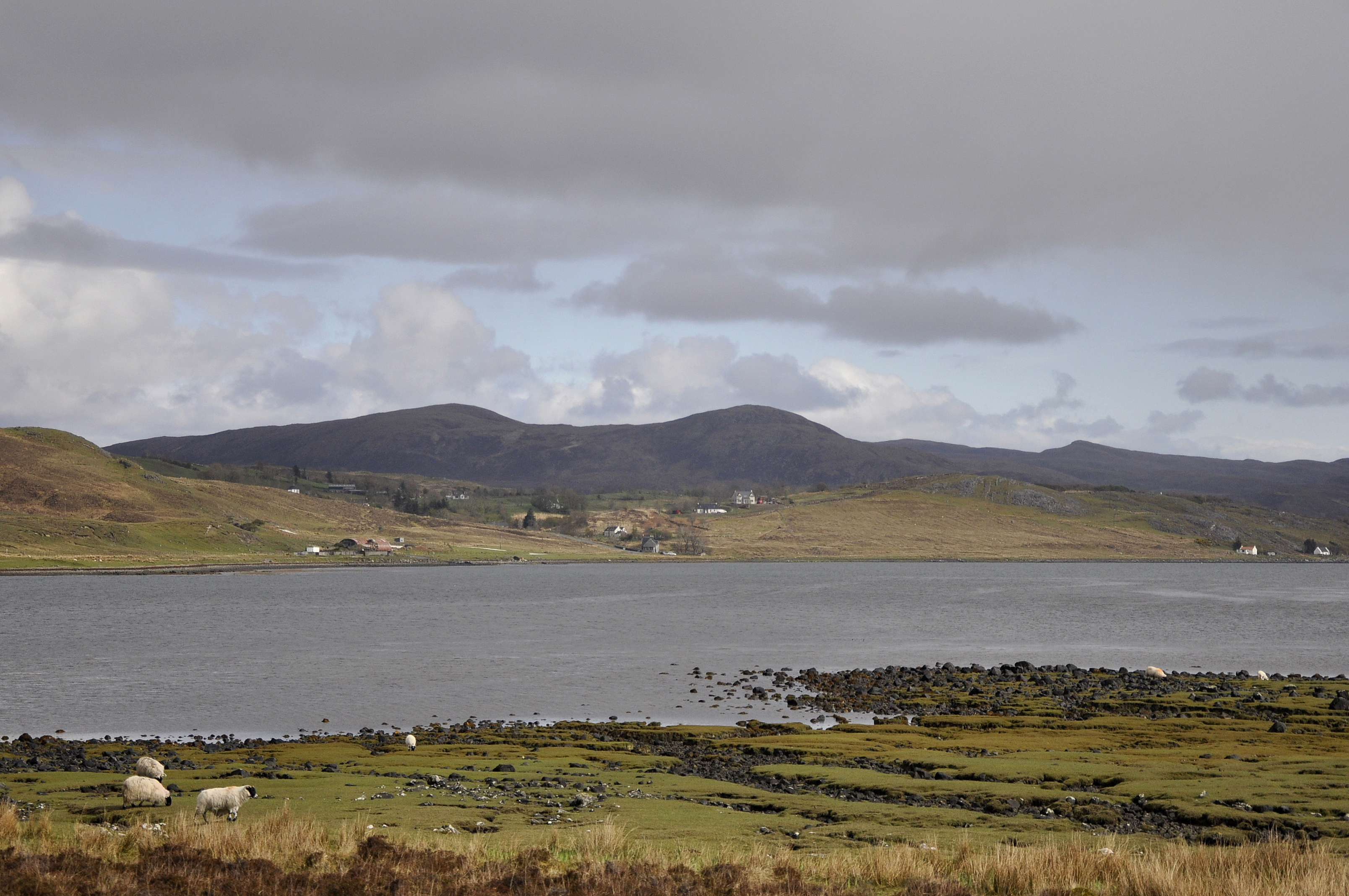
Loch Slapin vanaf de westelijke oever met Torrin aan de overkant
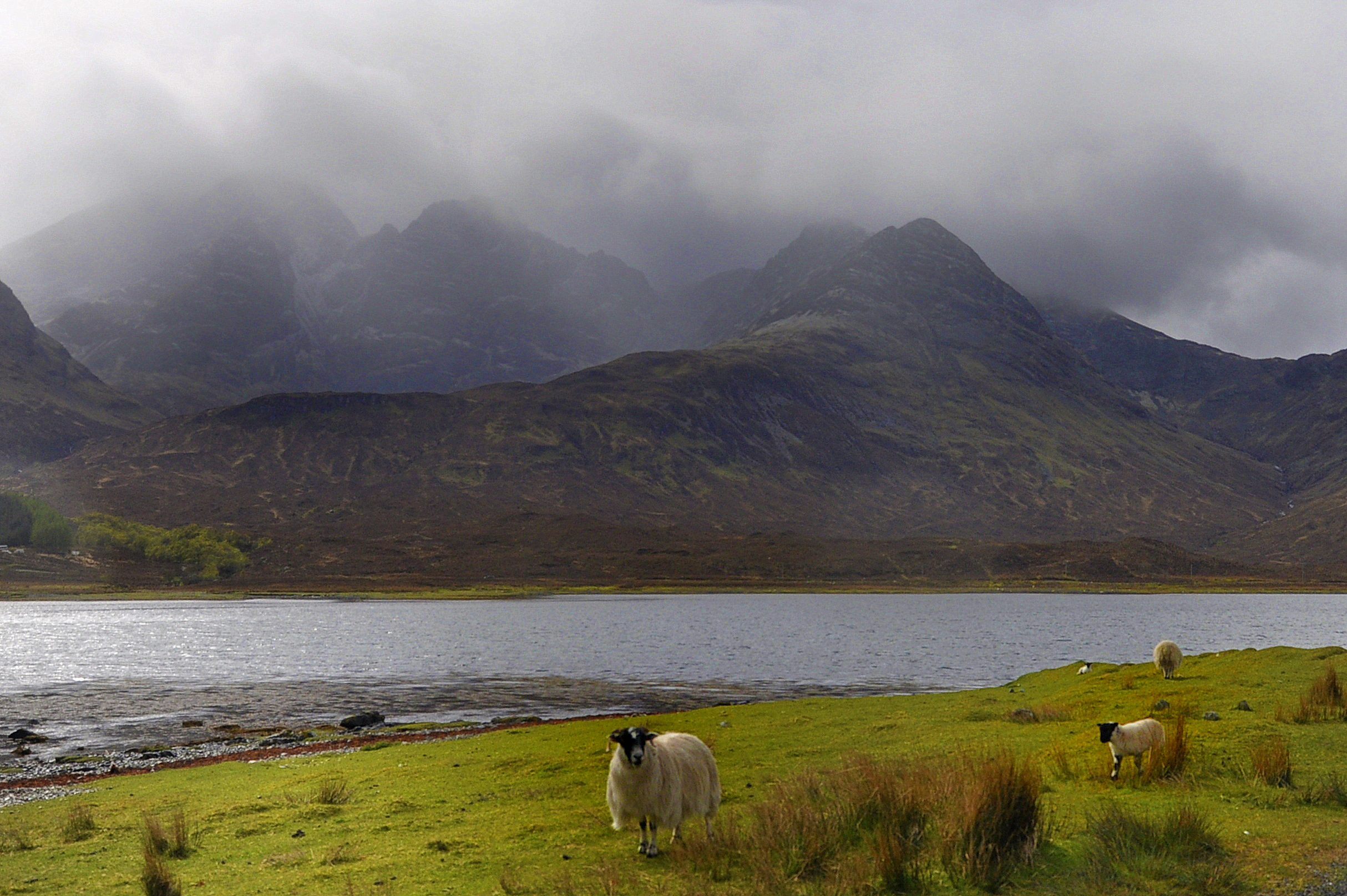
Blaven (Bla Bheinn of blauwe berg) vanaf Torrin